# 페차모-시르케네스 공세

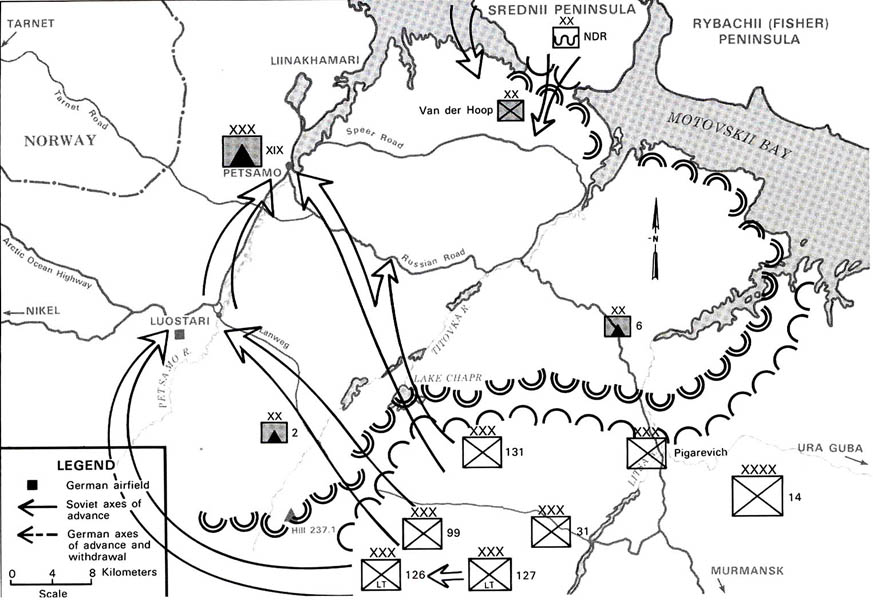
소련의 작전 계획도

페차모-시르케네스 공세는 제2차 세계 대전 중 붉은 군대가 1944년 모스크바 휴전 협정에 따라 핀란드에서 소련으로 할양된 페차모 지역과 노르웨이에서 독일 국방군에 맞서 감행한 주요 군사 공세이다. 이 공세는 북극에 주둔한 독일 국방군 병력을 격파하고 노르웨이로 몰아냈으며, 스탈린은 이를 "10번째 충격"이라고 불렀다. 이후 노르웨이 북부에서 독일군을 축출하고 페차모의 니켈 광산을 점령했다.

## 상황
1941년 실패한 독일-핀란드 연합 공세인 은색 여우 작전의 여파로, 북극 전선은 정체 상태를 유지하고 있었다. 외지인데다 거의 도로가 없는 지역의 환경으로 인한 어려운 보급 조건은 주요 군사 작전을 수행하는 것을 어렵게 만들었고, 지상전으로서는 북극은 후방 지역이 되었다. 상당한 독일군 병력이 독일 장갑판 제조에 중요하고 연합군의 상륙 작전에 대비하여 노르웨이 북부 해안을 방어하기 위해 핀란드 페차모의 니켈 광산을 보호하기 위해 이 지역에 배치되었다.
1944년 9월 4일 소련과 핀란드 간의 휴전 이후, 페차모 지역은 여전히 독일군이 상당 부분 점령하고 있었지만 러시아 소비에트 연방 사회주의 공화국이 일부를 점령했고, 핀란드 정부는 9월 15일까지 남은 독일군을 자국 영토에서 철수시키기로 합의했다(이로 인해 라플란드 전쟁이 발발했다). 독일 국방군 제20산악군의 철수 작전인 자작나무 작전 동안, 국방군최고사령부는 노르트리히트 작전으로 북부 노르웨이와 핀란드에서 완전히 철수하기로 결정했다. 이 작전 준비 중에 러시아군은 카렐리아 전선에서 공세로 전환했다.

## 준비
1944년 후반 스탑카는 북극의 독일군에 대항하기로 결정했다. 키릴 메레츠코프 장군이 지휘하는 카렐리아 전선과 아르세니 골롭코 제독이 지휘하는 북방함대가 공동으로 수행하기로 되어 있는 주요 작전은 전쟁 초기부터 북극에 주둔했던 제14군이 수행할 예정이었다. 메레츠코프는 극북 지역 작전 요건을 충족시키기 위해 특별히 구성된 여러 부대를 지원받았다. 제126 및 제127 소총병 군단은 스키 부대와 해군 보병을 포함한 경보병으로 구성되었다. 소련군은 또한 30개의 공병대대, 수많은 말과 순록으로 장비된 수송대, 그리고 강을 건너기 위한 미국제 수륙양용 차량으로 장비된 2개의 대대를 보유했다. 또한, 소련군은 수천 개의 박격포와 포병, 750대의 항공기, 110대의 전차(독일군은 전차를 전혀 보유하지 않음)를 집결시켜 소련군이 독일군보다 훨씬 우위에 있었다.
두 달 동안 지속된 소련의 준비는 독일군에게 눈에 띄지 않은 것이 아니었다. 제20산악군 사령관이자 전체 전역 사령관을 겸임한 유능한 로타르 렌둘리치 장군은 다가오는 공세가 제기하는 위협을 잘 알고 있었다. 소련의 진격이 시작되기 전에 방어하는 독일군은 10월 15일까지 페차모를, 11월 초까지 시르케네스를 포기하라는 명령을 받았다.

## 공세
공세는 독일군 진지 돌파, 시르케네스로의 추격, 그리고 시르케네스 전투와 그에 이은 남쪽으로의 추격이라는 세 단계로 진행되었다. 공세 동안 해군 보병과 육군 부대에 의해 여러 수륙 양용 상륙 작전이 수행되었다. 처음에는 독일군의 의도된 철수가 히틀러가 렌둘리치에게 페차모 지역을 포기하기 전에 모든 보급품을 대피시키라는 엄격한 명령에 의해 방해받았다.
공세 전의 집중적인 계획에도 불구하고, 10월 7일의 초기 공격은 즉시 문제에 봉착했다. 시야가 좋지 않아 포병과 화력 지원을 조율하기 어려워 공격이 늦춰졌지만, 치열한 전투 끝에 소련군은 티톱카 강의 독일군 방어선을 돌파했다. 뒤에 있는 다리를 폭파하면서 독일군은 후퇴했다. 소련군은 추격했고, 다음 날에는 독일군을 차단하기 위해 여러 수륙 양용 상륙 작전을 수행했다. 10월 10일, 독일군은 이미 핀란드에서 노르웨이로 철수 중이던 제163사단을 방어 강화를 위해 페차모 지역으로 이동시켰다. 10월 13일, 소련군은 페차모 시 주변의 독일군을 공격할 태세를 갖추었고, 제126 경소총병 군단 부대는 유일한 탈출로에 도로 봉쇄를 설치할 수 있었다; 그러나 독일 제2산악사단 병력은 10월 14일에 도로 봉쇄를 해제하여 렌둘리치 병력의 철수를 확보할 수 있었다. 소련군은 10월 15일에 페차모를 점령했지만, 보급 문제로 인해 3일 동안 공세를 중단해야 했다.
나머지 전역 동안 소련군은 노르웨이 해안을 따라 후퇴하는 독일군을 추격했으며, 소련군은 후퇴하는 독일군을 저지하고 차단하려고 노력했다. 그러나 지속적인 보급 부족과 도로 재건에 상당한 병력을 할애하게 만든 독일군의 지연 작전 때문에 소련군은 성공을 거두지 못했고, 독일군은 대부분의 병력을 온전히 보존한 채 탈출했다. 독일군은 10월 25일에 시르케네스를 포기했고 마침내 10월 29일에 메레츠코프는 정찰을 제외한 모든 작전을 중단했다.

## 결과
소련의 공세는 붉은 군대의 승리로 끝났지만, 독일 국방군 제20산악군은 동시에 수행된 라플란드 철수에서 핀란드군에 맞서 그랬던 것처럼 대부분의 병력을 온전히 보존한 채 성공적으로 질서 있는 철수를 수행했다. 소련이 후퇴하는 독일군에게 명확한 패배를 안겨주지 못한 것은 독일군이 해당 지역의 도로 연결을 효율적으로 파괴하여 발생한 보급 문제가 주 원인이 었다.  유일하게 이용 가능한 도로가 손상 및 지뢰로 인해 통행 불능 상태가 되면서, 보급품과 포병과 같은 중장비는 전선에 충분한 양으로 수송될 수 없었고, 경장비 부대는 중무장한 독일군에 비해 불리했다.
소련 사령관 메레츠코프는 소비에트 연방원수로 승진했으며, 1945년 8월 만주 전략공세작전 동안 중요한 지휘를 맡았다. 페차모-시르케네스 공세는 북극 환경에서 벌어진 마지막 주요 공세였다. 이러한 이유로 소련군 내에서 집중적으로 연구되었다.
소련의 선전에서 이 공세는 스탈린의 10회 연쇄공격 중 하나로 기록되었다.

## 참여 병력

### 소련군
- 제14군 (블라디미르 셰르바코프), 총 113,200명[7]
  - 제31소총병군단
  - 제99소총병군단
  - 제131소총병군단
  - 피가레비치 군단
  - 제126 (경) 소총병군단
  - 제127 (경) 소총병군단
- 북방함대 총 20,300명[7]

### 독일군
- 제20산악군
  - 제19산악군단, 총 45,000명
    - 제2산악사단
    - 제6산악사단
      - 제388척탄병연대 배속

    - 제210보병사단 (요새 사단)
    - 판 데르 홉 사단 그룹 (연대 규모)
    - 노르웨이 자전거 여단 (연대 규모)

## 참고 문헌
1. 1 2  Glantz (1995) p. 299
2. 1 2 3 4 5  Glantz (1995) pp. 230–231
3. 1 2  Ahto (1980) p. 263
4. 1 2 3  Glantz (1995) p. 231
5. 1 2  Glantz (1995) pp. 229–230
6. 1 2 3 4  Ahto (1980) pp. 260–263
7. 1 2  Krivosheyev, Grigoriy. “Russia and the USSR in the Wars of the Twentieth Century: Losses of the Armed Forces. A Statistical Study”.

## 서지
- Ahto, Sampo (1980). 《Aseveljet vastakkain – Lapin sota 1944–1945》 [서로 맞선 형제들 – 라플란드 전쟁 1944–1945] (핀란드어). 헬싱키: Kirjayhtymä. ISBN 951-26-1726-9.
- Glantz, David M.; House, Jonathan (1995). 《When Titans Clashed: How the Red Army Stopped Hitler》. 캔자스주 로렌스: University Press of Kansas. ISBN 0-7006-0899-0.

## 추가 자료
- 제임스 F. 게브하르트 – 페차모-시르케네스 작전: 북극에서의 소련 돌파 및 추격, 1944년 10월
- 메레츠코프, K.A. Im Dienste des Volkes (카렐리아 전선 사령관의 회고록)
- 후달로프 Am Rande des Kontinents (제10근위소총병사단 사령관의 회고록)